# 武田信興
武田 信興（たけだ のぶおき、寛文12年（1672年） - 元文3年7月9日（1738年8月23日））は、江戸時代の高家旗本。武田信正の子で、武田信玄の玄孫にあたる。初名は信冬。通称は虎之助、織部。
父の信正は60歳を越えた寛文3年（1663年）3月に、50年近く配流されていた伊豆大島から赦免されたのち、磐城平藩主内藤忠興に預けられた。内藤は信正を娘婿とし、その間に生まれたのが信興である。貞享元年5月9日（1684年6月21日）に信正が死去したのち、信興は幕閣の権力者であった柳沢吉保が引き取り、柳沢の屋敷に寓居した。
元禄13年（1700年）12月27日、幕府に召し出されて、甲斐国八代郡内500石を与えられ、寄合に所属する旗本となった。元禄14年（1701年）1月15日、将軍徳川綱吉に御目見した。同年9月11日、表高家衆に列することとなった。
こうして武田氏は高家旗本として再興したが、信興自身は生涯高家職に就くことはなかった。甲斐武田氏の再興および高家入りは、武田旧家臣を自認する柳沢吉保の強い意志があったと推測される。
宝永2年（1705年）8月19日、領地を相模国高座郡内に移された。
元文3年（1738年）7月9日死去、享年67。葬地は芝の西信寺。長男信安が家督を相続した。
正室は大久保忠鎮の娘。